# Stelling van Amsterdam
Amsterdams forsvarslinje (hollandsk: Stelling van Amsterdam) er en 135 kilometer lang ring af forter omkring Amsterdam, og befæstningsværket er på UNESCO's Verdensarvsliste. Det har 42 forter, der er beliggende 10-15 kilometer fra centrum og lavlandet, som let kan oversvømmes i krigstid. Oversvømmelsen blev designet til at give en dybde på ca. 30 cm, for lidt til at både kan benyttes. Eventuelle bygninger inden for 1 kilometer fra linjen skulle være lavet af træ, så de kunne brændes og fjernes.
Stelling van Amsterdam blev bygget mellem 1880 og 1920. Opfindelsen af fly og kampvogne gjorde nærmest forterne forældede da de stod færdige. Mange af forterne er nu under byrådenes og naturdepartementets bestemmelse. De kan besøges af offentligheden, og adgang er gratis på Open Monumentendag, den anden lørdag i september.

## Funktion
Stelling van Amsterdam var primært en defensiv vandlinje (hollandsk: vandlinie). I tilfælde af et fjendtligt angreb ville store landområder omkring Amsterdam blive oversvømmet med vand og forhindre fjenden i at avancere. Amsterdam ville fungere som en national tilflugtsskanse eller réduit, som den sidste højborg i Nederlandene. Der blev bygget forter, hvor veje, jernbaner eller diger krydsede gennem vandlinjen. På sådanne steder ville der ikke være vand til at stoppe fjenden, og forterne var således beregnet til at beskydde fjenden.

## Opførelse
Loven om opførelse af Stelling van Amsterdam blev vedtaget i 1874, få år efter samlingen af Tyuskland, som placerede en ny stormagt på Hollands østlige grænse. Under planlægningen forud for opførelsen var designet allerede åbenlyst forældet af moderne tekniske fremskridt. Opfindelsen af den artillerigranaten og sprænghovedet, som gjorde det muligt for sprængstof at eksplodere ved kollision og let bryde murstensfæstninger, nødvendiggjorde en ændring fra opmurede forter til nogle af beton. Hollænderne havde ikke den nødvendige erfaring endnu med at bruge og bygge med beton, så omfattende tests måtte udføres. Betonstrukturer blev beskudt med det tungeste artilleri, der var tilgængeligt på det tidspunkt. Yderligere forsinkelser skyldtes det faktum, at sandfundamenterne måtte sætte sig i flere år, før forterne kunne bygges på dem. Først i 1897 kunne den egentlige opførelse begynde.

## Ibrugtagelse
Stelling van Amsterdam har aldrig set kamptjeneste, og brugen af flyvevåben gjorde forsvarsværket forældet efter 1. Verdenskrig. Den blev dog vedligeholdt og holdt i tjeneste, indtil den blev nedlagt i 1963.
Diget gennem Haarlemmermeer, som gjorde det muligt at oversvømme den sydlige del af inddæmningen, mens den nordlige del kunne fortsætte med at producere mad til Amsterdam, krydses nu af motorvej A4. Motorvejen går også under Ringvaart ved Roelofarendsveen, hvilket gør oversvømmelsen af Haarlemmermeer Polder og dermed den fremtidige brug af Stelling van Amsterdam umulig.
I 1996 blev den komplette Stelling van Amsterdam udpeget som et UNESCOs verdensarvssted.

## Liste over forter

### Nordlige front
- Fort nær Edam
- Fort nær Kwadijk
- Fort nord for Purmerend
- Fort langs Nekkerweg
- Fort langs Middenweg
- Fort langs Jisperweg
- Fort nær Spijkerboor

### Nordvestlige front
- Fort nær Marken-Binnen
- Fort nær Krommeniedijk
- Fort langs Den Ham
- Fort nær Veldhuis
- Fort langs St. Aagtendijk
- Fort i Zuidwijkermeerpolder
- Fort nær Velsen
- Kystfort nær IJmuiden

### Vestlige front
- Fort nord for Spaarndam
- Fort syd for Spaarndam
- Fort nær Penningsveer
- Fort nær Liebrug
- Fort langs Liede

### Sydvestlige front
- Fort nær Vijfhuizen
- Batteri langs IJweg
- Fort nær Hoofddorp
- Batteri langs Sloterweg
- Fort nær Aalsmeer

### Sydlige front
- Fort nær Kudelstaart
- Fort nær De Kwakel
- Fort langs Drecht
- Fort nær Uithoorn
- Fort Waver-Amstel
- Fort i Waver-Botshol
- Fort langs Winkel

### Sydøstlige front
- Fort nær Abcoude
- Batterier langs Gein
- Fort nær Nigtevecht
- Fort nær Hinderdam
- Fort Uitermeer
- Weesp fæstning

### Zuiderzee fronten
- Muiden-fortet
- Batteri i nærheden af Diemerdam
- Fort Pampus
- Batterij nær Durgerdam (Vuurtoreneiland)

## Eksterne links
- Hjemmeside for forsvarslinjen i Amsterdam Arkiveret 20. april 2021 hos  Wayback Machine
- Hjemmeside om Amsterdams forsvarslinje
- Virtual Tour (nederlandsk/hollandsk)
- Besøg webstedet i 360 ° panofotografi